# Bob Donaldson
Robert "Bob" Donaldson a fost un fotbalist scoțian. A evoluat pe postul de atacant central.
Donaldosn a jucat pentru clubul Airdrieonians F.C. și Blackburn Rovers, pentru ca în anul 1892 să se transfere la Manchester United, club pentru care a înscris 66 de goluri în 147 de meciuri. S-a retras în anul 1897.